# 阿爾韋亞爾將軍縣 (科連特斯省)

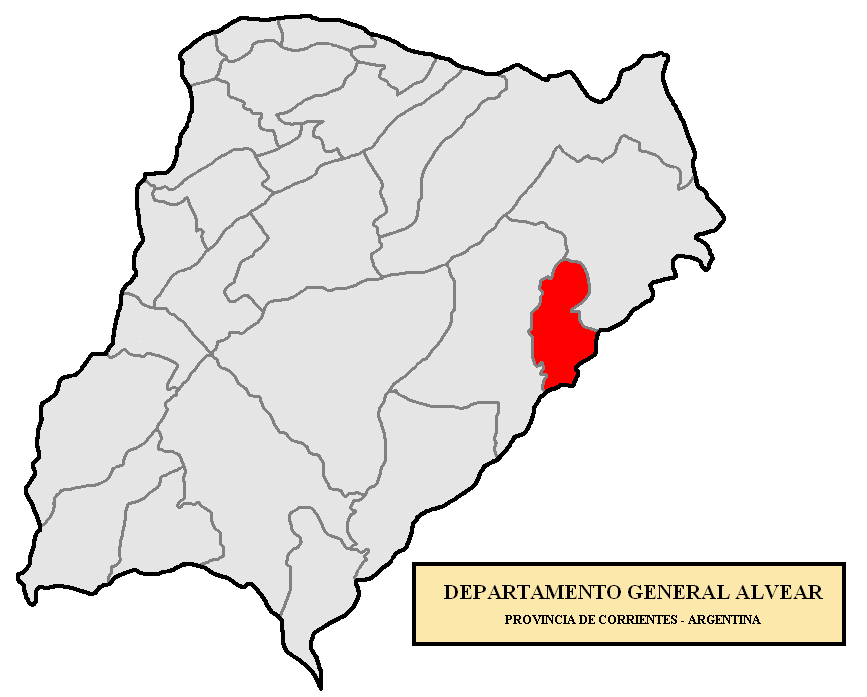

29°03′S 56°32′W / 29.050°S 56.533°W
阿爾韋亞爾將軍縣（西班牙語：Departamento General Alvear），是阿根廷的縣份，位於該國北部科連特斯省，首府設於阿爾韋亞爾，面積1,954平方公里，2010年人口7,926，人口密度每平方公里4.06人。